# Michaił Pietrow (partyzant)
Michaił Iwanowicz Pietrow (ros. Михаил Иванович Петров, ur. 22 września 1918 we wsi Szeriajka w obwodzie jarosławskim, zm. 14 czerwca 1944 w Lasach Janowskich) – radziecki wojskowy, partyzant, Bohater Związku Radzieckiego (1944).

## Życiorys
Urodził się w rodzinie chłopskiej. Skończył 7 klas szkoły wiejskiej, pracował w kołchozie, w 1937 został powołany do Armii Czerwonej, w 1938 służył w wojskach NKWD, a w 1939 w Wojskach Pogranicznych NKWD. Po ataku Niemiec na ZSRR brał udział w walkach, m.in. w bitwie pod Moskwą, w marcu 1942 ukończył kursy młodszych poruczników i w maju 1942 został skierowany do służby w samodzielnej brygadzie specjalnego przeznaczenia Frontu Zachodniego, od 1942 należał do WKP(b). W sierpniu 1942 w składzie grupy specjalnego przeznaczenia „Ochotnik” dowodzonej przez Nikołaja Prokopiuka został desantem zrzucony na tyły wroga w rejonie Olewska, wkrótce potem grupa została przeformowana w oddział partyzancki, w którym Pietrow dowodził plutonem. Wkrótce oddział stał się zgrupowaniem oddziałów partyzanckich, w którym Pietrow dowodził kompanią. Brał udział w 14 starciach z okupantem w rejonie Olewska, Łucka, Kowla i Brześcia, organizował dywersję na kolei, a 31 grudnia 1943 zaatakował niemiecki garnizon w miejscowości Gorodnica w obwodzie żytomierskim. Wiosną 1944 zgrupowanie partyzanckie zaczęło działać na terytorium Polski. 13 czerwca 1944 rozpoczęła się wielka bitwa partyzancka w lasach lipskich i janowskich (niemiecka operacja przeciwpartyzancka Sturmwind I) z udziałem partyzantów polskich i radzieckich, w tym zgrupowania Prokopiuka. Podczas wydostawania się z okrążenia 14 czerwca kompania Pietrowa odparła 14 ataków wroga i przeszła do kontrnatarcia, jednak Pietrow zginął. Decyzją Prezydoum Rady Najwyższej ZSRR z 5 listopada 1944 pośmiertnie otrzymał tytuł Bohatera Związku Radzieckiego i Order Lenina. Był także odznaczony Orderem Czerwonej Gwiazdy, Medalem „Za zasługi bojowe” i pośmiertnie polskim Orderem Krzyża Grunwaldu III klasy (17 stycznia 1964). Został pochowany w Janowie.